# Gérard Pasquier
Pour les articles homonymes, voir Pasquier.
Gérard Pasquier est un curleur et un skieur alpin français né le 1er février 1929 au Reposoir et mort le 11 mars 1995 à Megève.

## Biographie
Gérard Pasquier participe aux épreuves de ski alpin aux Jeux olympiques de 1956 à Cortina d'Ampezzo, terminant sixième en slalom et trentième en slalom géant. Il est champion de France de Slalom Géant en 1954 à Barèges, et Champion de France du Combiné en 1955 à La Clusaz.
Il dispute quatre éditions des Championnats du monde de curling (1971, 1972, 1973 et 1976) ; il remporte en 1973 à Regina la médaille de bronze avec Pierre Boan, André Mabboux et André Tronc.